# Ixtapan de la Sal
Ixtapan de la Sal is een kuuroord in de Mexicaanse staat Mexico. De plaats heeft 15.383 inwoners (census 2005) en is de hoofdplaats van de gemeente Ixtapan de la Sal.
Al ten tijde van de Azteken was de plaats bekend om haar natuurlijke heetwaterbronnen waar onder invloed van zonlicht zout werd afgezet. Behalve als kuuroord is Ixtapan ook bekend vanwege het houtsnijwerk dat de lokale bevolking vervaardigd uit het hout van sinaasappelbomen.